# 日野春駅
日野春駅（ひのはるえき）は、山梨県北杜市長坂町富岡にある、東日本旅客鉄道（JR東日本）中央本線の駅である。駅番号はCO 49。八王子支社管轄の駅。標高は615 m。駅名は開業当時の村名である、山梨県北巨摩郡日野春村に由来する。

## 歴史
当駅は、中央本線が韮崎駅から富士見駅まで開通した1904年（明治37年）12月21日に開業した。当時は韮崎駅と富士見駅との間にはこの駅と小淵沢駅しか設けられていなかった。
七里岩の急勾配の途中にある駅で、かつては蒸気機関車の給水をする駅として重要な役割を有していた。その後、1964年（昭和39年）8月23日に甲府駅から上諏訪駅までが電化され、この駅の給水駅としての役割は終わった。

### 年表
- 1904年（明治37年）12月21日：鉄道院中央本線 韮崎駅・富士見駅間開通と同時に開業。旅客および貨物の取扱を開始[3]。構内に水溜および水槽を設け、手押しポンプで揚水を行い、機関車に給水する[4]。
- 1906年（明治39年）8月2日：縦型プランジャーポンプ11/W 23を据え付け徹夜勤務の給水機関方2名を配置[5]。
  - 列車後部停止位置付近（駅長官舎前）に給水柱を増設し、補機への給水の便をはかる[5]。
- 1923年（大正12年）3月：電動渦巻ポンプ11/W 23および電動渦巻ポンプ用誘導電動機16/p60を据え付け。給水ポンプ動力軽油発電機を電気動力に変更[5]。
  - 大正14年の自動連結器切り替えにより補機の連結位置が前頭機関車次位となったため、給水柱の移設を行い、本務機・補機の同時給水を実施。その後も機関車の大型化にあわせ、給水柱位置の変更を行っている[5]。
- 1936年（昭和11年）10月30日：日軽動弁式給水柱99/X 133を建植[5]。
- 1938年（昭和13年）8月15日：石油機関11/W 23を据え付け[5]。
- 1940年（昭和15年）7月22日：大型機関車の使用・石炭の効率低下による業務量増加に伴い、諸機手2名の定員に対して過員1名を配置し、駐在員3名による日勤・徹夜・非番の3交代勤務を開始。定期の下り旅客10本・貨物10本（うち補機付き5本）に対する給水・石炭かき寄せ・火床整理灰の片付けに従事する[6]。
- 1949年（昭和24年）6月1日：日本国有鉄道に移管[7]。
- 1972年（昭和47年）2月1日：貨物および荷物の取り扱いを廃止[3]。
- 1987年（昭和62年）4月1日：国鉄分割民営化により、東日本旅客鉄道（JR東日本）の駅となる[3][8]。
- 2014年（平成26年）4月1日：東京近郊区間に編入される[9]。
- 2017年（平成29年）4月1日：ICカード「Suica」の利用が可能となる[10]。

## 駅構造
島式ホーム1面2線、単式ホーム1面1線、計2面3線を有する地上駅である。ホームは嵩上げされていない。うち駅舎から離れたほうの1面は駅舎側にのみ線路がある単式ホーム、駅舎側の1面は両側に線路がある島式ホームである。のりばは駅舎側から1番線、2番線、3番線で、1番線に小淵沢方面の列車が発着し、3番線に甲府方面の列車が発着する。2番線は上下を問わず、特急など他の列車の通過を待つ列車の使用になっているが、中央本線の甲府駅 - 小淵沢駅間に待避線の設備がある駅は当駅と竜王駅しかないため、2番線に発着する列車は比較的多い。
駅南側に駅舎を備える。当駅の駅舎は旧国鉄標準駅舎の1号型で、長坂寄りに増築が行われているが比較的原型を保っており、入口右側の柱にある財産管理標には1,904の文字が刻印されている。川岸駅の駅舎も当駅と同様の形態を有しているが、開業は当駅のほうが古く、中央東線に現存する駅舎では最古のものといえる。
2つのホームの穴山方の端と駅舎を一本の跨線橋が結び、駅舎は当駅の構内全体から見ると穴山方の端に近い場所に位置している。当駅は甲府方面から中央本線の列車が七里岩と呼ばれる台地をのぼって行く途中にあるので、蒸気機関車時代にはこの駅で機関車に水を補給したが、この名残で当駅の3番線の長坂方、北側の脇にはそのための設備、給水塔が残されている。この給水塔は当駅の開業時にできたもので下部がレンガ、上部がコンクリートでできている。タンクの直径はおよそ2メートル、容量はおよそ2万6千リットルであるが、甲府駅から上諏訪駅までの電化がなった2年後の1966年（昭和41年）にはその役目を終えることとなった。
日野春駅での給水は、水田に大量の水が必要となる田植え時期には機関車用水の確保がたびたび困難になったため、長坂駅構内に官舎飲用水の余りを揚水する水槽を設置し、下り列車停止位置付近に設けた給水柱により、日野春給水所渇水の場合などに使用しうる予備給水所としての役割を果たしていた。
当駅の構内は広く、駅舎の長坂方の脇に側線が敷かれているほか、給水塔の附近などには線路を撤去した跡も見える。かつては駅舎から離れたほうのホームの駅舎から離れた側にも線路が敷かれていたが、これも撤去された。駅舎は開業当初からのものを手直ししながら使っている。木造一階建ての建築で内部には待合所と駅事務室がある。待合所の内部には自動券売機と簡易Suica改札機が設置されている。
小淵沢駅管理の直営駅である。近隣には北杜市オオムラサキセンター、大陽日酸山梨事業所などがある。

### のりば
| 番線 | 路線     | 方向       | 行先                     |
| ---- | -------- | ---------- | ------------------------ |
| 1    | 中央本線 | 下り       | 小淵沢・上諏訪・松本方面 |
| 2    | 中央本線 | （待避線） | （待避線）               |
| 3    | 中央本線 | 上り       | 甲府・新宿方面           |

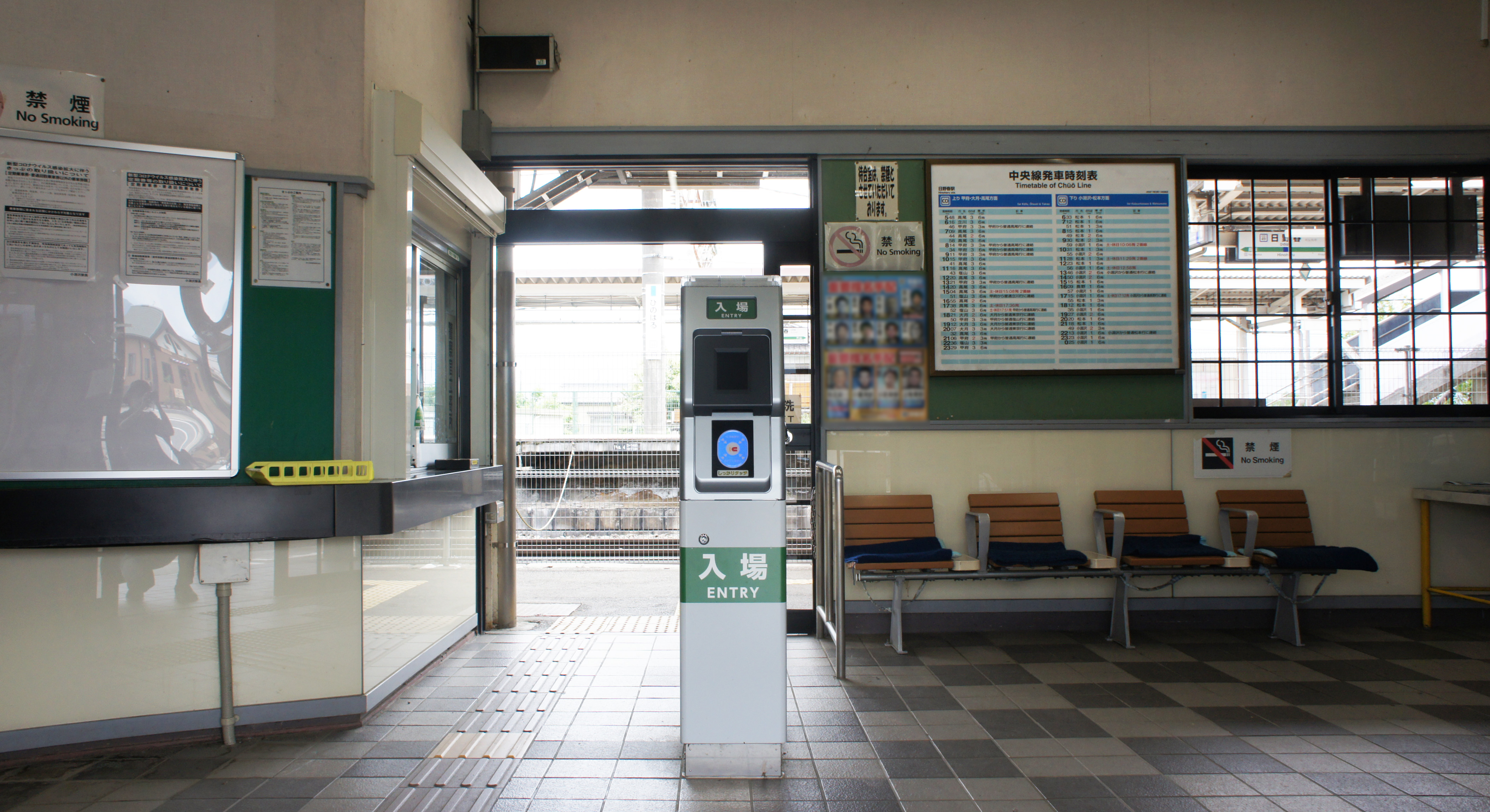
改札口（2021年6月）
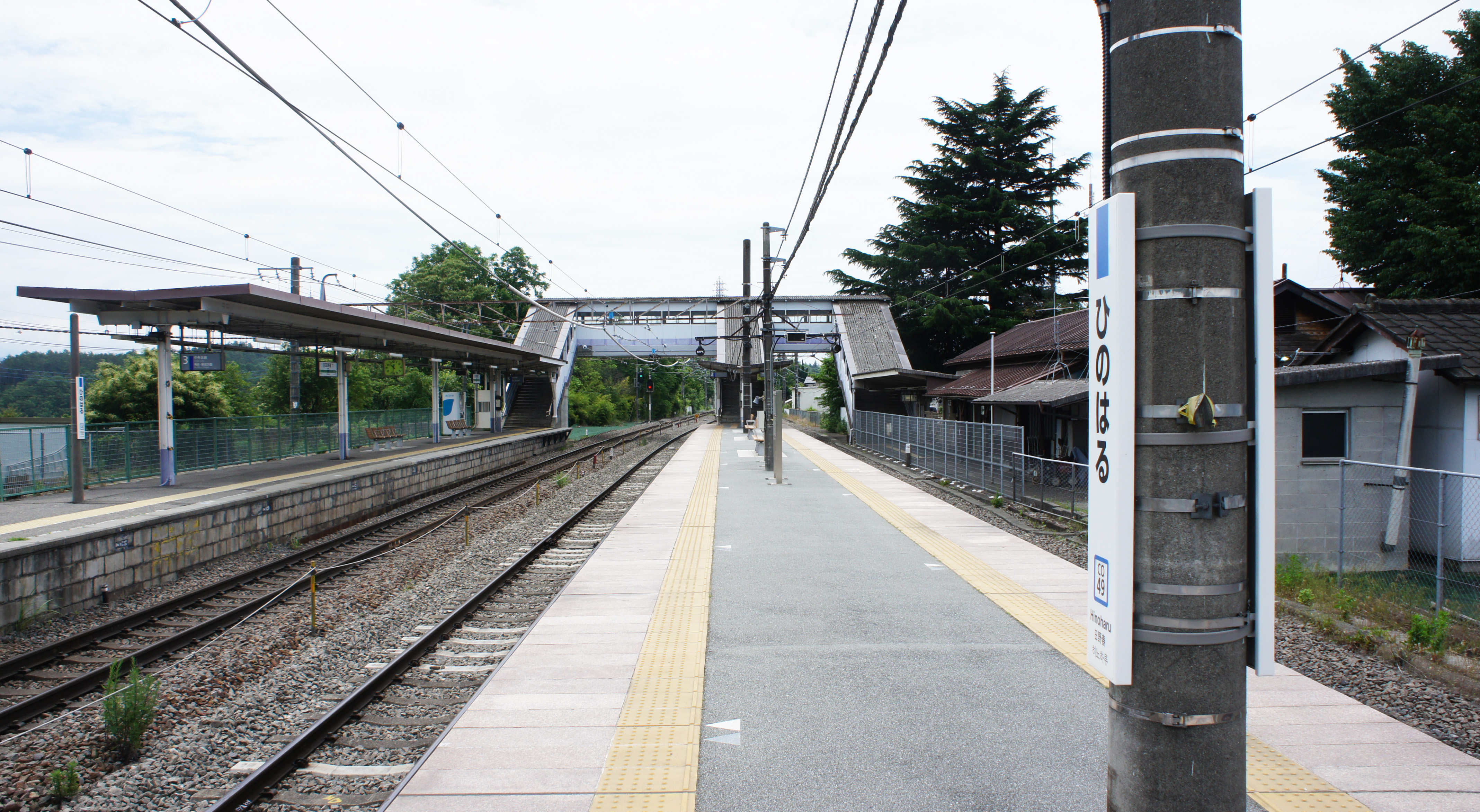
ホーム（2021年6月）
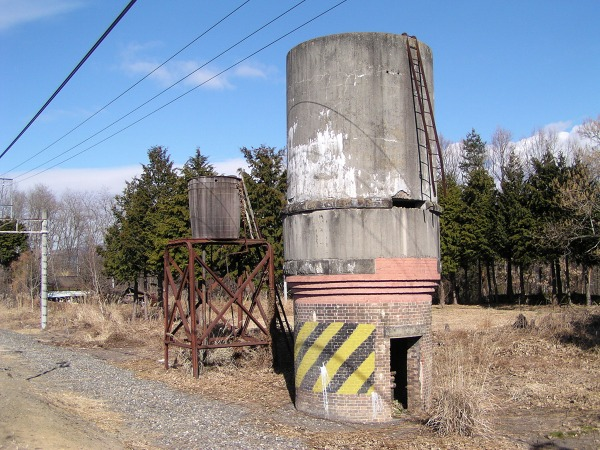
構内に残る給水塔（右） 左は鉄道員の生活用水のための貯水槽である

## 利用状況
JR東日本によると、2023年度（令和5年度）の1日平均乗車人員は449人である。
2000年度（平成12年度）以降の推移は以下のとおりである。
| 1日平均乗車人員推移 | 1日平均乗車人員推移 | 1日平均乗車人員推移 | 1日平均乗車人員推移 | 1日平均乗車人員推移 |
| 年度                | 定期外              | 定期                | 合計                | 出典                |
| ------------------- | ------------------- | ------------------- | ------------------- | ------------------- |
| 2000年（平成12年）  |                     |                     | 506                 | [ 利用客数 2 ]      |
| 2001年（平成13年）  |                     |                     | 527                 | [ 利用客数 3 ]      |
| 2002年（平成14年）  |                     |                     | 583                 | [ 利用客数 4 ]      |
| 2003年（平成15年）  |                     |                     | 572                 | [ 利用客数 5 ]      |
| 2004年（平成16年）  |                     |                     | 575                 | [ 利用客数 6 ]      |
| 2005年（平成17年）  |                     |                     | 566                 | [ 利用客数 7 ]      |
| 2006年（平成18年）  |                     |                     | 537                 | [ 利用客数 8 ]      |
| 2007年（平成19年）  |                     |                     | 540                 | [ 利用客数 9 ]      |
| 2008年（平成20年）  |                     |                     | 607                 | [ 利用客数 10 ]     |
| 2009年（平成21年）  |                     |                     | 586                 | [ 利用客数 11 ]     |
| 2010年（平成22年）  |                     |                     | 561                 | [ 利用客数 12 ]     |
| 2011年（平成23年）  |                     |                     | 550                 | [ 利用客数 13 ]     |
| 2012年（平成24年）  | 116                 | 433                 | 549                 | [ 利用客数 14 ]     |
| 2013年（平成25年）  | 112                 | 456                 | 569                 | [ 利用客数 15 ]     |
| 2014年（平成26年）  | 114                 | 451                 | 565                 | [ 利用客数 16 ]     |
| 2015年（平成27年）  | 118                 | 482                 | 600                 | [ 利用客数 17 ]     |
| 2016年（平成28年）  | 109                 | 499                 | 609                 | [ 利用客数 18 ]     |
| 2017年（平成29年）  | 119                 | 470                 | 590                 | [ 利用客数 19 ]     |
| 2018年（平成30年）  | 123                 | 467                 | 591                 | [ 利用客数 20 ]     |
| 2019年（令和元年）  | 114                 | 482                 | 597                 | [ 利用客数 21 ]     |
| 2020年（令和02年）  | 65                  | 381                 | 447                 | [ 利用客数 22 ]     |
| 2021年（令和03年）  | 75                  | 372                 | 448                 | [ 利用客数 23 ]     |
| 2022年（令和04年）  | 91                  | 344                 | 435                 | [ 利用客数 24 ]     |
| 2023年（令和05年）  | 96                  | 353                 | 449                 | [ 利用客数 1 ]      |

## 駅周辺
駅前の通りに沿って人家が散在する。駅を出て通りを越すとそこからすぐに急な斜面となり、その底に釜無川が流れている。駅を出て右側を見ると小さな公園が整備されており、そこから釜無川を眺めることができる。
このあたりは日本の国蝶、オオムラサキの生息地である。6月から7月にかけてこのあたりではオオムラサキの飛ぶ様子が見られる他、駅の北東300メートルほどのところには北杜市オオムラサキセンターを中心に、オオムラサキを観察するための施設などが整備されたオオムラサキ自然公園があり、駅前からオオムラサキ自然観察歩道（遊歩百選に選定）がのびている。駅のスタンプもオオムラサキである。
駅の北西にのびる曲がりくねった道を行き釜無川橋で釜無川を渡ると2キロメートルほどで北杜市武川町（旧武川村）の中心部に出る。この地域には日本三大桜の一つ、実相寺の神代桜がある。また、この駅から甲斐駒ヶ岳への登山口に向かうことも出来る。
駅を出て左側、駅前広場の南東の隅には木立に囲まれて大きな石碑があるが、これは1914年（大正3年）12月、当駅の構内はずれにあった信玄公旗掛松という古い松が枯れてしまった事についての事件を記念したものである。この事件については後述する。
- 日野春郵便局
  - なお、日野春郵便局の集配部門を前身とする北杜郵便局は日野春郵便局とは全く別の場所にあり、隣の長坂駅が最寄り駅である。
- 北杜警察署日野春駐在所
- 山梨県立北杜高等学校
- 山梨県道17号茅野北杜韮崎線（七里岩ライン）

## バス路線
「日野春駅」停留所にて、北杜市民バスの路線が発着する。
- 南循環線
- 大坊・白須・大武川線：山口スクールバス停行き
- 橫手・日野春線：西村入口行き、むかわの湯行き - むかわの湯行きは休日運転

## 信玄公旗掛松事件
日野春駅が出来る前から、この地には信玄公旗掛松（しんげんこう はたかけまつ）という古い松の木があった。「甲斐の一本松」とも呼ばれ、実際は17世紀半ばごろからのものであったが武田信玄が旗を掛けて休息した松であるという伝承もあり、名松として大切に扱われていた。1896年（明治29年）に中央本線のルートが決められここ日野春を線路が通ることが内定するが、この線路は松を掠めるようにして通ることとなっていた。このあたり一帯の地主で松の所有者でもあった清水倫茂という者が鉄道院に松を避けて線路を通すよう要請したが、これも断られ、結局1904年（明治37年）に線路は開通、日野春駅が開業した。
前述のように、日野春駅は蒸気機関車の給水駅として重要な役割を持っており、機関車が長時間この駅に停車した。そしてそのことも手伝って機関車の煤煙により松は弱っていき、1914年（大正3年）12月に枯れてしまった。
清水倫茂は鉄道院に損害を賠償するよう申し入れたが拒否され、1917年（大正6年）に、ついに清水は鉄道院を提訴した。最終的に1919年（大正8年）3月3日、大審院が清水の訴えを認める判決（民録25輯356頁を参照）を出し、鉄道院が清水の求めた1,500円ではないものの72円60銭を清水に支払うことで事件は解決を見た。国の力が強い当時にあってこれは画期的な判決であった。
当駅の駅前広場にある石碑はこの事件を記念したもので、清水がその死去の3年前、1933年（昭和8年）に建立した。この石碑は松のあった場所に建立されたが、1969年（昭和44年）に中央本線の穴山駅から日野春駅までが複線化された事に伴い、現在の駅前広場に移された。

## 隣の駅
東日本旅客鉄道（JR東日本）
 中央本線
穴山駅 (CO 48) - 日野春駅 (CO 49) - 長坂駅 (CO 50)

### 記事本文
1. 1 2  『中央本線 初狩～小淵沢駅間へ「駅ナンバリング」を拡大しました』（PDF）（プレスリリース）東日本旅客鉄道八王子支社、2020年3月23日。オリジナルの2020年3月23日時点におけるアーカイブ。2020年3月23日閲覧。
2. 1 2 3 4  『週刊 JR全駅・全車両基地』 36号 松本駅・穂高駅・姨捨駅ほか70駅、朝日新聞出版〈週刊朝日百科〉、2013年4月21日、19頁。
3. 1 2 3 4  石野哲 編『停車場変遷大事典 国鉄・JR編 II』（初版）JTB、1998年10月1日、183頁。ISBN 978-4-533-02980-6。
4. ↑  沿革誌　設立100周年記念　P62（給水に関する事項）
5. 1 2 3 4 5 6  沿革誌　設立100周年記念　P62
6. ↑  沿革誌　設立100周年記念　P63
7. ↑  歴史でめぐる鉄道全路線 国鉄・JR 5号、25頁
8. ↑  歴史でめぐる鉄道全路線 国鉄・JR 5号、27頁
9. ↑  『Suicaの一部サービスをご利用いただける駅が増えます』（PDF）（プレスリリース）東日本旅客鉄道、2013年11月29日。オリジナルの2019年2月14日時点におけるアーカイブ。2020年3月24日閲覧。
10. ↑  『Suicaをご利用いただける駅が増えます』（PDF）（プレスリリース）東日本旅客鉄道、2016年12月2日。オリジナルの2019年3月27日時点におけるアーカイブ。2020年3月24日閲覧。
11. ↑  沿革誌　設立100周年記念　P62 - 63
12. 1 2  “JR東日本：駅構内図・バリアフリー情報（日野春駅）”.   東日本旅客鉄道. 2025年6月7日閲覧。

### 利用状況
1. 1 2  “各駅の乗車人員（2023年度）”.   東日本旅客鉄道. 2024年7月20日閲覧。
2. ↑  “各駅の乗車人員（2000年度）”.   東日本旅客鉄道. 2019年4月18日閲覧。
3. ↑  “各駅の乗車人員（2001年度）”.   東日本旅客鉄道. 2019年4月18日閲覧。
4. ↑  “各駅の乗車人員（2002年度）”.   東日本旅客鉄道. 2019年4月18日閲覧。
5. ↑  “各駅の乗車人員（2003年度）”.   東日本旅客鉄道. 2019年4月18日閲覧。
6. ↑  “各駅の乗車人員（2004年度）”.   東日本旅客鉄道. 2019年4月18日閲覧。
7. ↑  “各駅の乗車人員（2005年度）”.   東日本旅客鉄道. 2019年4月18日閲覧。
8. ↑  “各駅の乗車人員（2006年度）”.   東日本旅客鉄道. 2019年4月18日閲覧。
9. ↑  “各駅の乗車人員（2007年度）”.   東日本旅客鉄道. 2019年4月18日閲覧。
10. ↑  “各駅の乗車人員（2008年度）”.   東日本旅客鉄道. 2019年4月18日閲覧。
11. ↑  “各駅の乗車人員（2009年度）”.   東日本旅客鉄道. 2019年4月18日閲覧。
12. ↑  “各駅の乗車人員（2010年度）”.   東日本旅客鉄道. 2019年4月18日閲覧。
13. ↑  “各駅の乗車人員（2011年度）”.   東日本旅客鉄道. 2019年4月18日閲覧。
14. ↑  “各駅の乗車人員（2012年度）”.   東日本旅客鉄道. 2019年4月18日閲覧。
15. ↑  “各駅の乗車人員（2013年度）”.   東日本旅客鉄道. 2019年4月18日閲覧。
16. ↑  “各駅の乗車人員（2014年度）”.   東日本旅客鉄道. 2019年4月18日閲覧。
17. ↑  “各駅の乗車人員（2015年度）”.   東日本旅客鉄道. 2019年4月18日閲覧。
18. ↑  “各駅の乗車人員（2016年度）”.   東日本旅客鉄道. 2019年4月18日閲覧。
19. ↑  “各駅の乗車人員（2017年度）”.   東日本旅客鉄道. 2019年4月18日閲覧。
20. ↑  “各駅の乗車人員（2018年度）”.   東日本旅客鉄道. 2019年7月10日閲覧。
21. ↑  “各駅の乗車人員（2019年度）”.   東日本旅客鉄道. 2020年7月10日閲覧。
22. ↑  “各駅の乗車人員（2020年度）”.   東日本旅客鉄道. 2021年7月20日閲覧。
23. ↑  “各駅の乗車人員（2021年度）”.   東日本旅客鉄道. 2022年8月3日閲覧。
24. ↑  “各駅の乗車人員（2022年度）”.   東日本旅客鉄道. 2023年7月9日閲覧。